# Max and the Magic Marker
Max and the Magic Marker ist ein 2010 erschienenes Computerspiel. Der Designer ist Mikkel Thorsted vom unabhängigen dänischen Entwicklungs-Studio Press Play. In diesem Spiel kann man mit der Maus, die den Magic Marker darstellen soll, alles zeichnen was man will, um Rätsel zu lösen.

## Handlung
Man steuert den kleinen Max, der eines Tages einen Marker geschenkt bekommt. Er beginnt sofort damit zu malen und plötzlich wird seine Zeichnung, ein fieses Monster, lebendig und will seine Zeichnungen unsicher machen. Das kann Max nicht mit ansehen und hat eine Idee: er malt sich selber in seine Zeichnungen.

## Spielprinzip
Man steuert Max durch seine Zeichnungen. Man muss auf dem Weg zum fiesen Monster schwarze Gobos besiegen. Man kann sie aber nur besiegen, wenn man Tinte auf sie fallen lässt. Auf seinem Weg muss Max auch verschiedene Gegenstände einsammeln, wie z. B. Teile für eine Glühbirne oder versteckte schwarze Items. Aber die wichtigsten Gegenstände in diesem Spiel sind die Kugeln mit Tinte. In jeder Kugel ist Tinte für den Magic Marker, der sich dann immer mehr füllt. Man kann in den Fantasiemodus wechseln, in dem Max wieder zu einer Zeichnung erstarrt. In diesem Modus kann man mitten in der Luft zeichnen. Man muss auch ein bestimmtes Ziel erreichen, bevor man noch mehr schwarze Items bekommt.

## Auszeichnungen
2009 wurde das Spiel mit dem Preis für innovatives Game Design bei den European Innovative Games Award und als bestes Spiel der Unity Awards ausgezeichnet. 2010 erhielt es außerdem den D2D Vision Award des Independent Games Festival.